# Леткис
Лѐткис (на фински: letkiss) е групов танц от финландски произход в 4/4 такт, умерено темпо с акцентуване на първо и трето време, квадратна структура, с 3 заключителни последователни четвъртини.
Играе се в редици, в които всеки от танцьорите поставя ръцете си на раменете или на талията на стоящия пред него, или в кръг, в зависимост от трактовката.
Произхожда от народния танц Letka (финл. „верига“).
Леткис е представен за първи път през 1964 г. в Англия, на конгрес за забавна музика. През 1970-те години става особено популярен в някои страни от Европа.